# Лихтенштейн на зимних Олимпийских играх 1936
Лихтенштейн принимал участие в Зимних Олимпийских играх 1936 года в Гармиш-Партенкирхене (Германия), впервые в истории страны, но не завоевал ни одной медали. 
Одним из спортсменов, представлявших княжество, был племянник основателя заповедника «Аскания-Нова» Эдуард Фальц-Фейн. В паре с Ойген Бюхелем он занял 18-е место в соревнованиях по бобслею.

### Горнолыжный спорт
Мужчины
| Спортсмен     | Соревнования | Скоростной спуск | Скоростной спуск | Слалом  | Слалом    | Слалом | Итоговый результат    | Итоговый результат |
| Спортсмен     | Соревнования | Время            | Место            | Время 1 | Время 2   | Место  | Общие очки            | Место              |
| ------------- | ------------ | ---------------- | ---------------- | ------- | --------- | ------ | --------------------- | ------------------ |
| Франц Шедлер  | Комбинация   | 11:59.8          | 54               | 2:32.5  | не прошёл | —      | завершил соревнования | —                  |
| Губерт Негеле | Комбинация   | 8:09.4           | 51               | 2:16.1  | не прошёл | —      | завершил соревнования | —                  |

### Бобслей
Мужчины
| Сани  | Спортсмены                     | Соревнования | Заезд 1 | Заезд 1 | Заезд 2 | Заезд 2 | Заезд 3 | Заезд 3 | Заезд 4 | Заезд 4 | Итоговый результат | Итоговый результат |
| Сани  | Спортсмены                     | Соревнования | Время   | Место   | Время   | Место   | Время   | Место   | Время   | Место   | Время              | Место              |
| ----- | ------------------------------ | ------------ | ------- | ------- | ------- | ------- | ------- | ------- | ------- | ------- | ------------------ | ------------------ |
| LIE-1 | Эдуард Фальц-Фейн Ойген Бюхель | «двойка»     | 1:30.96 | 13      | 1:26.91 | 15      | 1:35.27 | 21      | 1:28.80 | 18      | 6:01.94            | 18                 |